# Mieczysław Wółkiewicz
Mieczysław Wółkiewicz (ur. 30 marca 1948 w Olsztynie, zm. 28 lutego 2020 w Świdniku) – polski bokser.
Dwukrotnym mistrz Polski juniorów w wadze półciężkiej w roku 1966 i 1967 oraz brązowy medalista w wadze półciężkiej na mistrzostwach Polski seniorów w roku 1969. Zakończył karierę w wieku 25 lat z powodu żółtaczki.